# Mark Travers
Mark Travers (* 18. Mai 1999 in Maynooth) ist ein irischer Fußballtorwart. Er steht seit 2016 beim englischen Erstligisten AFC Bournemouth unter Vertrag. Seit 2019 ist er zudem irischer Nationalspieler.

## Karriere

### Vereinslaufbahn
Travers’ erste Stationen hießen Confey in Leixlip und Lucan United, bevor er im Schüleralter zu Cherry Orchard in Dublin stieß. Im Juli 2015 schloss er sich der Nachwuchsabteilung der Shamrock Rovers an, mit denen er dann in der U-17-Altersklasse der League of Ireland spielte. Zuvor hatte Travers, der seit Kindesbeinen Anhänger des FC Chelsea und von Torhüter Petr Čech im Speziellen gewesen war, in England bei Vereinen wie Crystal Palace, Sheffield United und Preston North End vorgespielt.
Im Alter von 17 Jahren schloss sich Travers dann dem AFC Bournemouth an und gut ein Jahr später wurde er an den FC Weymouth ausgeliehen. Weymouth spielte in der unterklassigen Southern League und bei seinem Einstand gegen den Bishop’s Stortford FC gelang Travers per Weitschuss aus der eigenen Hälfte ein spektakuläres Tor zum 3:2-Sieg. Das Leihgeschäft endete im Januar 2018 und im Juli 2018 unterzeichnete er einen neuen Profivertrag in Bournemouth. Am 4. Mai 2019 bestritt Travers sein erstes Premier-League-Spiel für die „Cherries“ gegen Tottenham Hotspur und blieb beim 1:0-Sieg ohne Gegentor. Er verlängerte im Juli 2019 seinen Vertrag noch einmal langfristig und ging als „Nummer 3“ hinter Aaron Ramsdale und Artur Boruc in die neue Saison 2019/20. Nach dem Abstieg von Bournemouth im Jahr 2020 wurde Travers im Januar 2021 an den Drittligisten Swindon Towb ausgeliehen, aber bereits nach acht Einsätzen dort Mitte Februar 2021 wieder nach Bournemouth zurückbeordert. Nach dem Weggang des bisherigen Stammtorhüters Asmir Begović etablierte sich Travers in der Saison 2021/22 als neue „Nummer 1“. In den ersten 14 Ligaspielen blieb Bournemouth mit ihm ohne Niederlage, wozu sechs Auswärtspartien ohne Gegentor in Serie zählten. Am Saisonende stieg er mit der Mannschaft als Vizemeister wieder in die Premier League auf, woraufhin Travers in Bournemouth einen neuen Fünfjahresvertrag unterschrieb. Nach einer Serie von 16 Gegentoren in drei aufeinanderfolgenden Ligaspielen wurde er im August 2022 von dem neu verpflichteten Neto jedoch aus der Startformation verdrängt.
Für die Saison 2023/24 wurde Travers an den Zweitligisten Stoke City ausgeliehen. Bei Stoke war er von Beginn an in der Startelf gesetzt und absolvierte in den ersten Monaten 14 Pflichtspiele für seinen neuen Verein. Aufgrund der verletzungsbedingten Ausfälle von Neto und Darren Randolph wurde die Leihe vorzeitig beendet und Travers kehrte bereits Ende Oktober 2023 zu Bournemouth zurück.

### Nationalmannschaft
Travers war in diversen irischen Nachwuchsauswahlmannschaften aktiv, von der U-15 über die U-16 und die U-18 hin zur U-19. Im März 2019 berief ihn A-Nationaltrainer Mick McCarthy erstmals in seinen Kader für die anstehenden Qualifikationsspiele gegen Dänemark und Gibraltar. Sein Debüt bestritt er am 10. September 2019 beim Freundschaftsspiel gegen Bulgarien, das mit einem 3:1-Sieg endete.